# 斯內克嶺
84°49′S 66°30′W / 84.817°S 66.500°W
斯內克嶺（英語：Snake Ridge，直譯：蛇嶺）是南極洲的山嶺，位於伊利沙伯女皇地，屬於彭薩科拉山脈中帕圖克森特山脈的一部分，與麥金高原西北端相連，全長7公里，美國地質調查局根據測量和該國海軍的空中照片繪入地圖，現時由南極條約體系管理。